# Ichthyococcus ovatus
L'ittiococco (Ichthyococcus ovatus Cocco, 1838) è un pesce abissale della famiglia Phosichthyidae.

## Descrizione
Ha una sagoma piuttosto tozza, panciuta, con testa grande ed occhi molto grandi, telescopici e rivolti in alto. La bocca è piccola e munita di denti piccolissimi. A bocca chiusa si può osservare solo la mascella superiore perché l'inferiore viene completamente ricoperta. Le scaglie sono grandi e si staccano facilmente. Il corpo è cosparso di molti piccolissimi fotofori, due file di fotofori grandi sono disposti sul pofilo ventrale, la fila superiore è più breve dell'inferiore che arriva al peduncolo caudale. La pinna dorsale è triangolare, posta sul centro del dorso, è seguita da una pinna adiposa bassa e lunga. La pinna anale è indietro, quasi sul peduncolo caudale. Le pinne pettorali son inserite in basso, le pinne ventrali sono poste assai indietro, sotto la dorsale. La pinna caudale è biloba. L'ittiococco misura fino a 6 cm in lunghezza.
Il colore dell'animale è argenteo, molto lucente ma quando perde e squame diventa brunastro. Alcuni esemplari hanno il dorso di color blu scuro. La luce emessa dai fotofori è rosso-violacea.

## Distribuzione
Questo pesce è diffuso un po' in tutti gli oceani temperati ed anche nell'Oceano Atlantico nordorientale a sud fino al Senegal e nel mar Mediterraneo, mar Adriatico compreso (dove però è raro). Si incontra in genere tra i 200 e i 500 m di profondità ma ne sono stati catturati esemplari ad oltre 2000 metri. È un pesce pelagico di profondità. Sembra non effettuare migrazioni notturne in superficie come fanno altri pesci abissali.

## Biologia
La biologia di questa specie non è ben nota. Come molti altri pesci abissali questa specie si può trovare spiaggiata sulle coste dello Stretto di Messina, soprattutto nei mesi estivi ed autunnali.

### Alimentazione
Si ciba di animaletti planctonici.

### Riproduzione
Ichthyococcus ovatus si riproduce da gennaio a giugno.

## Pesca
È occasionale con le reti a strascico. Le sue carni sono buone ma la specie non è commercializzata.